# Laudes Divinae
Le Lodi Divine o, dalla lingua latina Laudes Divinae, o ancora informalmente chiamate come "Benedetto sia Dio" o "Dio sia benedetto", sono una preghiera espiatoria del XVIII secolo della Chiesa cattolica. Sono tradizionalmente recitate durante la benedizione del Santissimo Sacramento. Inoltre, si può anche recitare, dopo aver sentito, visto o inavvertitamente pronunciato parolacce o bestemmie.

## Storia
Le Lodi Divine sono state originariamente scritte in italiano da Luigi Felici nel 1797 allo scopo di riparare dopo aver detto o sentito parolacce o bestemmie. Le lodi sono state successivamente ampliata da Papa Pio VII nel 1801 e alla fine sono divenute una recitazione comune dopo la Benedizione, di solito con il sacerdote che proclama ogni riga, e la comunità presente la ripete.

## Testo della Preghiera
| Latino                                                     | Italiano                                              |
| ---------------------------------------------------------- | ----------------------------------------------------- |
| Benedictus Deus.                                           | Dio sia benedetto.                                    |
| Benedictum Nomen Sanctum eius.                             | Benedetto il Suo santo Nome.                          |
| Benedictus Iesus Christus, verus Deus et verus homo.       | Benedetto Gesù Cristo, vero Dio e vero Uomo.          |
| Benedictum Nomen Iesu.                                     | Benedetto il Nome di Gesù.                            |
| Benedictum Cor eius sacratissimum.                         | Benedetto il Suo sacratissimo Cuore.                  |
| Benedictus Sanguis eius pretiosissimus.                    | Benedetto il Suo preziosissimo Sangue.                |
| Benedictus Iesus in sanctissimo altaris Sacramento.        | Benedetto Gesù nel SS. Sacramento dell'altare.        |
| Benedictus Sanctus Spiritus, Paraclitus.                   | Benedetto lo Spirito Santo Paraclito.                 |
| Benedicta excelsa Mater Christi, Maria sanctissima.        | Benedetta la gran Madre di Dio, Maria Santissima.     |
| Benedicta sancta eius et immaculata Conceptio.             | Benedetta la Sua santa e Immacolata Concezione.       |
| Benedicta eius gloriosa Assumptio.                         | Benedetta la Sua gloriosa Assunzione.                 |
| Benedictum nomen Mariae, Virginis et Matris.               | Benedetto il Nome di Maria, Vergine e Madre.          |
| Benedictus sanctus Ioseph, eius castissimus Sponsus.       | Benedetto S. Giuseppe, Suo castissimo Sposo.          |
| Benedictus Deus in Angelis suis, et in Sanctis suis. Amen. | Benedetto Dio nei Suoi Angeli e nei Suoi Santi. Amen. |